# Шантрен (Горња Марна)
Шантрен (фр. Chantraines) насеље је и општина у североисточној Француској у региону Шампањ-Арден, у департману Горња Марна која припада префектури Шомон.
По подацима из 2011. године у општини је живело 220 становника, а густина насељености је износила 21,11 становника/km². Општина се простире на површини од 10,42 km². Налази се на средњој надморској висини од 296 метара.

## Демографија
| 1962. | 1968. | 1975. | 1982. | 1990. | 1999. | 2011. |
| ----- | ----- | ----- | ----- | ----- | ----- | ----- |
| 212   | 228   | 203   | 201   | 191   | 178   | 220   |

График промене броја становника у току последњих година